# Djurskyddsområde
Djurskyddsområde är i Sverige ett område av stor betydelse för djurlivet som skyddas med lagstiftning på likartat sätt som för naturreservat.
Möjligheten att skydda ett område som djurskyddsområde regleras i miljöbalken och är främst tänkt för att avsätta fågelskydds- och sälskyddsområden. Det är länsstyrelse eller kommun som genomför skyddet.
I djurskyddsområden är det förbjudet att vistas under vissa delar av, eller hela året.